# Neoctoplon brunnipenne
Neoctoplon brunnipenne là một loài bọ cánh cứng trong họ Cerambycidae.